# Rawlinna
Rawlinna liegt 100 Kilometer von Caiguna und ist etwa ebenso weit von Cocklebiddy in Western Australia entfernt. Rawlinna wurde als eine Eisenbahnstation gegründet, deren historischer Bahnhof heute noch besteht.
Rawlinna ist der Startpunkt des Connie Sue Highway, einer Sandpiste, nach Warburton. Der Ort kann durch die Transaustralische Eisenbahn mit der Eisenbahngesellschaft »Great Southern Railway« und dem Indian Pacific, die zwischen Sydney und Perth zweimal die Woche fahren, erreicht werden. Die Great Southern Railway wie auch der Indian Pacific halten nach Anforderung in diesem Ort.
Unweit des Ortes befindet sich ein Kalksteinbergwerk. Der in diesem Bergwerk gewonnene Kalk wird weiterverarbeitet und zur Goldgewinnung in Kalgoorlie-Boulder verwendet. Die in der Nähe befindliche Rawlinna Station ist eine Farm, die Schafszucht in großem Umfang betreibt.